# Vanwall

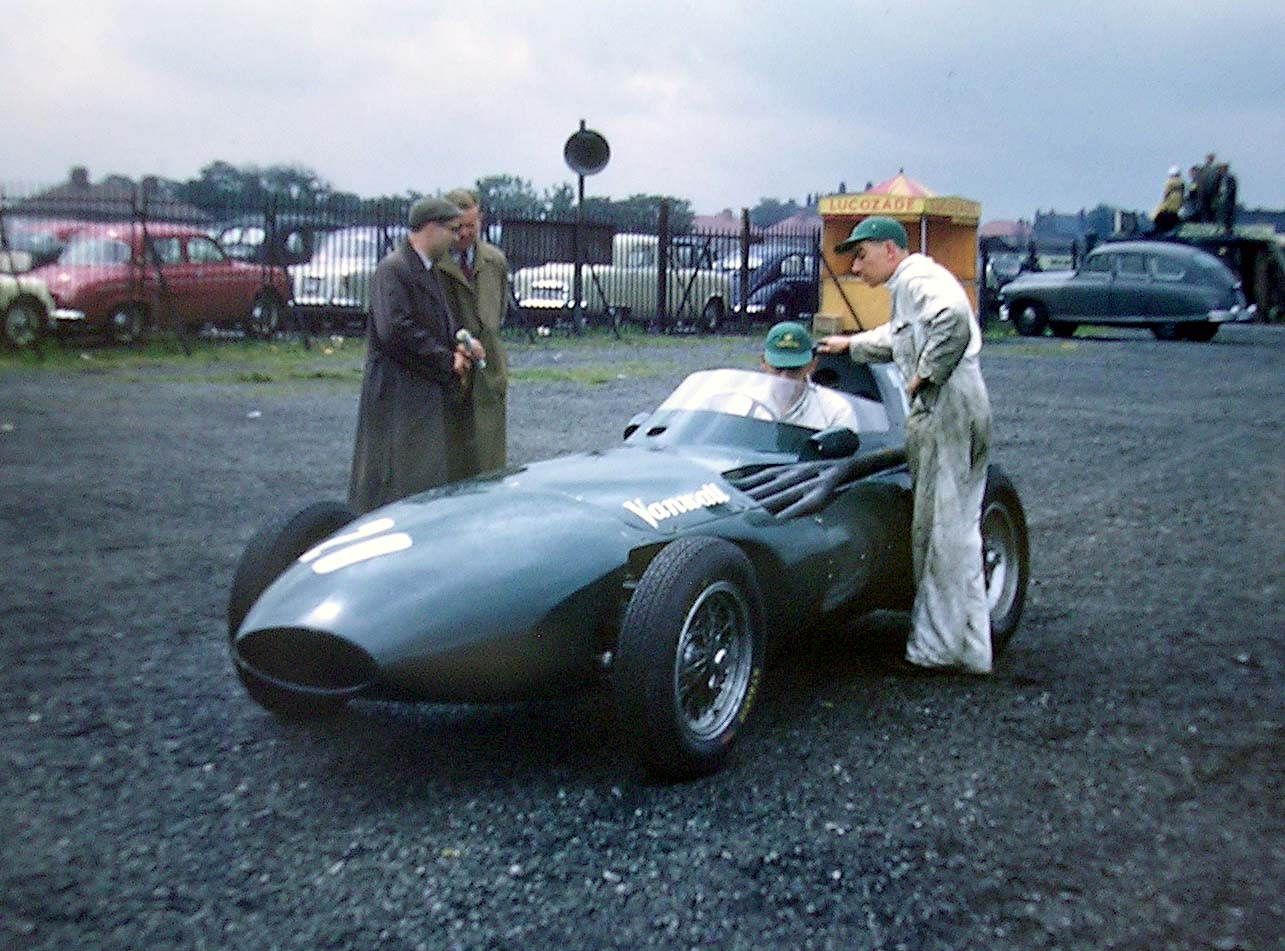
Der Vanwall VW5 vor dem Start des Großen Preises von Großbritannien in Aintree 1957.

Vanwall war ein englischer Formel-1-Rennstall. Er gewann 1958 die Konstrukteurswertung der Formel 1, die in diesem Jahr zum ersten Mal ausgetragen wurde.

## Vorgeschichte
Am Anfang der erfolgreichen, aber auch kurzen Karriere dieses Teams stand der Wunsch des britischen Industriellen Tony Vandervell, angesichts der Dominanz der italienischen Teams Alfa Romeo und Ferrari bis zur Automobil-Weltmeisterschaft 1953 und der vorübergehenden Übermacht von Mercedes-Benz in den Jahren 1954 und 1955 einen konkurrenzfähigen britischen Rennstall aufzubauen. Das Vereinigte Königreich bot ein großes und gutes Fahrerpotenzial. Das technisch optimale Material war in der Regel allerdings auf dem europäischen Festland zu finden.

## Anfänge
Vandervell war anfangs an den ehrgeizigen Plänen um das B.R.M.-Projekt beteiligt. Da dieses jedoch erhebliche Anlaufprobleme hatte, beschloss er es auf eigene Faust zu versuchen. 1949 erwarb er einige Ferrari-Monopostos vom 1,5-Liter-Typ 125 – was zu dieser Zeit jedem finanzkräftigen Privatmann offenstand –, ließ sie von seinen Ingenieuren und Mechanikern auseinandernehmen und geringfügig modifizieren. Nachdem die Wagen in das traditionelle British Racing Green umlackiert worden waren (das bei Vandervall allerdings eher ein Türkisgrün war), nannte man sie Thinwall Special (Dünnwand). Journalisten sprachen angesichts der Herkunft des Wagens vom englischen Ferrari.

## Eigenkonstruktion
1954 versuchte Vanwall es mit einer Eigenkonstruktion, dem Vanwall Special. Der Name war aus der ersten Silbe des Inhabers und der letzten des Versuchsträgers kombiniert. Da in diesem Jahr die Formel-1-Weltmeisterschaft nach dem neuen 2,5-Liter-Reglement ausgetragen wurde, beauftragte Vandervell seinen Konstrukteur John Cooper, ein neues Fahrgestell für den von ihm selbst auf der Basis von vier Norton-Motorradmotoren entworfenen 2-Liter-Motor zu konstruieren. Vandervell konnte diese „Anleihen“ bei der renommierten englischen Marke machen, weil sein Vater C. A. Vandervell Vorstandsmitglied dieses Unternehmens war. Für die Verkleidung wurde Frank Costin beauftragt, eine äußerst stromlinienförmige Außenhaut zu entwerfen.
Zwei zweite Platzierungen zeigten das Potenzial der Konstruktion. Häufige Materialdefekte verärgerten allerdings Mike Hawthorn, der zum Erzrivalen Ferrari wechselte. Weder Peter Collins noch Ken Wharton, der lange den Testpiloten „spielte“, oder Harry Schell konnten herausragende Ergebnisse einfahren. Erst 1955 stand ein annähernd konkurrenzfähiges 2,5-Liter-Aggregat zur Verfügung.

## Erfolge
Bei der Weiterentwicklung des Motors verdiente sich der junge Colin Chapman seine ersten Meriten als Konstrukteur. Als das Triebwerk 1956 erstmals eingesetzt wurde, erwies es sich mit seinen 285 PS als der Konkurrenz ebenbürtig. In Silverstone bei der nicht zur WM gehörenden BRDC International Trophy konnte Stirling Moss beim Debüt des vollkommen überarbeiteten Modells den ersten Sieg verbuchen. Beim Grand Prix von Frankreich überholte Schell die Ferraris von Collins und Castellotti und ließ sich von Juan Manuel Fangio nicht abschütteln.
Das Jahr 1957 brachte weitere Erfolge. Nach hartem Kampf gegen Jean Behra im Maserati beendete Moss den Großen Preis von Großbritannien als Sieger. Zum ersten Mal seit 1923 hatte damit ein britischer Fahrer auf britischem Material seinen Heim-Grand-Prix gewonnen. Das Experiment mit einem von Roy Salvadori gesteuerten Stromlinienrennwagen 1957 in Reims brachte dagegen keinen Erfolg. 
Mit insgesamt neun Grand-Prix-Siegen bis 1958 gehörte Vanwall zu den Top-Teams; dennoch war die Zuverlässigkeit der Wagen oft nicht ausreichend. Die Piloten des Rennstalls verwickelten sich 1958 vielfach in interne Auseinandersetzungen und nahmen sich gegenseitig Punkte weg. Am Ende der Formel-1-Saison 1958 wurde Mike Hawthorn auf Ferrari erster britischer Formel-1-Fahrerweltmeister. Stirling Moss, Tony Brooks und der im Verlauf der Saison tödlich verunglückte Stuart Lewis-Evans gewannen die Konstrukteurswertung für Vanwall. Der Tod Lewis-Evans’, dessen Fahrersitz beim Grand Prix von Marokko durch die Hitze des Motors in Flammen aufgegangen war, nahm Vandervell die Freude am Erfolg.

## Rückzug
In den beiden folgenden Jahren konnte Vanwall nicht mehr an diese Ergebnisse anknüpfen. Nachdem Vandervell sein Ziel erreicht und nicht nur Ebenbürtigkeit, sondern Überlegenheit britischer Technik im Rennsport demonstriert hatte, soll er die Lust am Motorsport verloren haben. Zudem war er gesundheitlich angegriffen. 1960 wurde der Rennstall aufgelöst, sieben Jahre später starb Vandervell.

## Wagentypen von Vanwall
| Typ     | Eingesetzt | Fahrer |
| ------- | ---------- | --- |
| Special | 1954/1955  | Mike Hawthorn, Peter Collins, Ken Wharton, Alan Brown, Harry Schell, Desmond Titterington                                                             |
| Vanwall | 1956/1958  | Stirling Moss, Roy Salvadori, Tony Brooks, Mike Hawthorn, José Froilán González, Maurice Trintignant, Piero Taruffi, Stuart Lewis-Evans, Harry Schell |
| Vanwall | 1959/1960  | Tony Brooks |